# Barcelona Ladies Open 2010
Il Barcelona Ladies Open 2010 è stato un torneo di tennis giocato sulla terra rossa.
È stata la 4ª edizione del Barcelona Ladies Open, che fa parte della categoria International nell'ambito del WTA Tour 2010.
Si è giocato al David Lloyd Club Turó di Barcellona in Spagna, dal 10 al 17 aprile 2010.

## Partecipanti

### Teste di serie
| Giocatrice                  | Nazionalità | Ranking* | Testa di serie |
| --------------------------- | ----------- | -------- | -------------- |
| Francesca Schiavone         | Italia      | 17       | 1              |
| Aravane Rezaï               | Francia     | 20       | 2              |
| María José Martínez Sánchez | Spagna      | 28       | 3              |
| Marija Kirilenko            | Russia      | 31       | 4              |
| Sorana Cîrstea              | Romania     | 36       | 5              |
| Gisela Dulko                | Argentina   | 37       | 6              |
| Carla Suárez Navarro        | Spagna      | 38       | 7              |
| Lucie Šafářová              | Rep. Ceca   | 40       | 8              |

- Ranking al 5 aprile 2010.

### Altre partecipanti
Giocatrici che hanno ricevuto una Wild card:
- Lourdes Domínguez Lino
- Arantxa Parra Santonja
- Laura Pous Tió

Giocatrici passate dalle qualificazioni:
- Alizé Cornet
- Simona Halep
- Sílvia Soler Espinosa
- Maša Zec Peškirič

## Campionesse

### Singolare
Francesca Schiavone ha battuto in finale  Roberta Vinci, 6-1, 6-1
- È il 1º titolo dell'anno per Francesca Schiavone, il 3° in carriera.

### Doppio
Sara Errani /  Roberta Vinci hanno battuto in finale  Timea Bacsinszky /  Tathiana Garbin, 6–1, 3–6, [10–2]